# سایه‌ها (فیلم ۱۹۳۱)
سایه‌ها (انگلیسی: Shadows) یک فیلم جنایی بریتانیایی است که در سال ۱۹۳۱ منتشر شد.